# Związek gmin Aidlingen/Grafenau
Związek gmin Aidlingen/Grafenau – związek gmin (niem. Gemeindeverwaltungsverband) w Niemczech, w kraju związkowym Badenia-Wirtembergia, w rejencji Stuttgart, w regionie Stuttgart, w powiecie Böblingen. Siedziba związku znajduje się w miejscowości Aidlingen, przewodniczącym jego jest Ekkehardt Fauth.
Związek zrzesza dwie gminy wiejskie:
- Aidlingen, 9 033 mieszkańców, 26,56 km²
- Grafenau, 6 516 mieszkańców, 13,04 km²